# メチルチオニニウム
メチルチオニニウム塩化物（Methylthioninium chloride）は、中毒性メトヘモグロビン血症の治療薬である。また英国ではタウ蛋白質の凝集抑制薬として治験段階にある。

## メトヘモグロビン血症治療薬

### 用法・用量
1〜2mg/kg（生後3ヶ月以下の乳児および新生児には0.3〜0.5mg/kg）を静脈内投与する。累積投与量が7mg/kgを超えてはならない。

### 禁忌
下記の患者ではメトヘモグロビン血症の増悪ならびに溶血を起こし得るので禁忌である。
- グルコース-6-リン酸脱水素酵素欠損症の患者
- NADPH還元酵素欠損症の患者

以下の物質が原因である場合は禁忌である。
- 塩素酸塩（次亜塩素酸が生成する）
- シアン化合物中毒の解毒剤である亜硝酸化合物（シアン中毒が再発する）

そのほか、フェノチアジン系化合物などに過敏症の患者には禁忌である。
またアニリンやジアフェニルスルホンによるメトヘモグロビン血症にメチルチオニニウムを投与すると溶血が起こり易いので、慎重投与とされている。

### 副作用
重大な副作用として添付文書に記載されているものは、ショック、アナフィラキシー、メトヘモグロビン血症の増悪、溶血性貧血、腎不全である（全て頻度不明）。

### 作用機序
メチルチオニニウムはNADPH存在下、NADPH-フラビン還元酵素およびグルタチオン還元酵素で還元されてロイコメチレンブルーになる。ロイコメチレンブルーはメトヘモグロビン（Fe3+）を還元してヘモグロビン（Fe2+）とし、自身はメチルチオニニウムに戻る。

## タウ蛋白質への作用
タウ蛋白質への作用は、アルツハイマー病の治療に応用できる可能性がある。米国の特許US 6953794 Inhibition of Tau-Tau Associationに関連すると思われる。アルツハイマー病治療における神経変性の遅延または回復の機序は、タウ蛋白質の凝集阻害によると考えられる。メチルチオニニウムはほぼ間違いなくタウ蛋白質の凝集を抑制し、ミトコンドリアの機能に影響を与えていると思われる。In vitroの実験では、メチルチオニニウムはアルツハイマー病およびパーキンソン病に対して、ミトコンドリアの生化学的経路を増強する事で治療効果を発揮する。シトクロムcオキシダーゼ（complex IV）阻害（アルツハイマー病に関係する）を脱抑制し、シトクロムcオキシダーゼを増加させる。

### 第IIb相臨床試験
2014年に公表された第IIb相臨床試験には英国とシンガポールから321名の軽度・中等度アルツハイマー病患者が登録され、50週間に渡り投薬された。患者は、1)69mg/日、2)138mg/日、3)228mg/日、4)偽薬 の4群に振り分けられた。投与開始後24週での評価スケール（Alzheimer's Disease Assessment Scale-cognitive subscale：ADAS-cog）は、中等度に対する138mg/日群のみ有意に症状の進行が抑制されていた。一方、脳血流量をSPECTイメージングで確認した結果、軽度に対する138mg/日群のみ有意に血流低下が抑制されていた。
偽薬群を152mg/日に切り替えて50週まで投与を継続した結果、152mg/日群ではADAS-cogの悪化を防ぐ事はできなかった（スケールは有意に悪化）が、軽度・中等度に対する138mg/日群のみスケールの悪化が有意ではなく、旧偽薬群（152mg/日群）との有意差がついた（悪化を有意に抑制した）。

### 第III相臨床試験
開発コードTRx0237（商品名LMTX）については2015年2月現在、3つの第III相臨床試験が進行中である。
TRx-237-015試験：偽薬対照二重盲検試験。対象は軽度・中等度アルツハイマー病。目標症例数833例。試験地域は北米、欧州、ロシア、豪州、東南アジア。観察期間15ヶ月。評価スケールはADAS-cog11、ADCS-CGIC、日常生活動作尺度の3つ。
TRx-237-005試験：偽薬対照二重盲検試験。対象は軽度アルツハイマー病。目標症例数700例。試験地域は主に米国と欧州。観察期間18ヶ月。評価スケールはADAS-cog11、ADCS-CGIC、日常生活動作尺度の3つ。FDG(フルオロデオキシグルコース)-PETにより側頭葉でのグルコース取り込み量の落ち込みの低減を評価する。
TRx-237-007試験：偽薬対照二重盲検試験。対象は行動変容型前頭側頭認知症（bvFTD）。目標症例数180例。試験地域は北米、欧州、豪州、シンガポール、アルゼンチン。観察期間12ヶ月。評価スケールはACE-RとADCS-CGICの2つ。
メチルチオニニウムが脳内のシヌクレイン線維にも影響を与える事から、パーキンソン病に対する治験も検討されていたが、2015年2月現在、第II相臨床試験移行の治験は実施されていない。
軽度アルツハイマー病に対する第III相臨床試験（NCT01689233）にはプロドラッグが用いられていたが、忍容性の点からTRx0237に切り替えられ、継続している。そのプロドラッグはより低用量で盲検の対照薬として用いられている。